# 東京都の歴史
東京都の歴史（とうきょうとのれきし）では、現在の東京都の区域における歴史について記述する。

## 概説

### 先史時代
多摩丘陵にある丸池遺跡、羽根沢台遺跡、出山遺跡、天文台構内遺跡（いずれも三鷹市）では、三万年から二万年前の黒曜石製石器が検出されている。黒曜石産地は伊豆・箱根、長野県中央高地産である。また、伊豆諸島神津島は旧石器時代の重要な黒曜石の産地となっており、南関東で広く流通していた。

### 古代

武蔵国の位置

古墳時代、日本書紀には534年（安閑天皇元年）に武蔵国で乱が起きたが、大和朝廷の助けにより笠原直使主が戦いに勝利し大和朝廷から武蔵国造であることを認知された（武蔵国造の乱）とあり、その際、笠原直使主は屯倉（大和朝廷の直轄領）を献上している。この事は、まだ大和朝廷の権力は関東までそれ程及んでいなかった事が窺える。
伝説に属するものであるが、飛鳥時代の628年（推古天皇36年）、宮戸川（現・隅田川）で漁をしていた檜前浜成・竹成（ひのくまのはまなり・たけなり）兄弟の網に観音像がかかり、この像を拝した兄弟の主人・土師中知（はじのなかとも）は出家し、自宅を寺に改めて供養、これが浅草寺の始まりという。その後645年（大化元年）、勝海という僧が寺を整備し観音の夢告により本尊を秘仏と定めたとされる（『浅草寺縁起』）。

### 律令制の時代

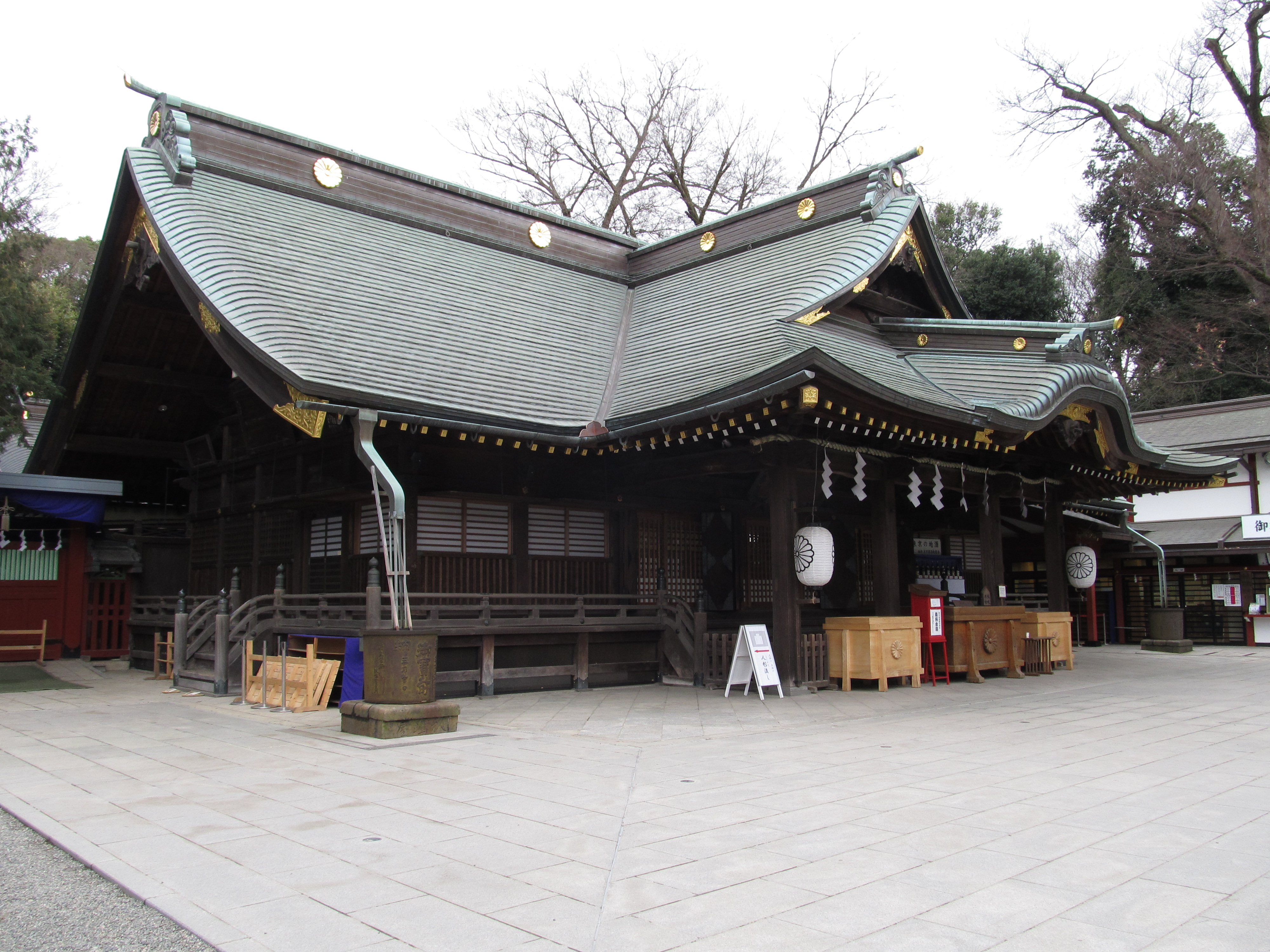
武蔵国総社とされた大國魂神社

現代の東京都の領域は、令制国の武蔵国の一角である。郡においては、東京都区部は豊島郡（中心部）、荏原郡、足立郡の一部、下総国葛飾郡の一部に相当する。多摩地域は多麻郡となっていた。近世初期に、葛飾郡のうち、隅田川から利根川（現代の江戸川下流）の間が、下総国から分離されて武蔵国に編入された。武蔵国は、現在の東京都全域だけでなく、埼玉県全域と神奈川県東北部を含む広い版図であるが、国府と国分寺はそれぞれ現在の府中市と国分寺市にあった。当初の武蔵国は、五畿七道では東山道に属していたが、771年に東海道所属に変更された。
『延喜式神名帳』には多磨郡に小野神社（一宮論社）、足立郡に氷川神社（名神大社、一宮論社）、阿伎留神社、青渭神社等が見えるが、後世武蔵国総社とされた大國魂神社や、東京の神社として著名な神田明神や日枝神社の名は見えない。
この時代、新羅や高句麗からの亡命者が日本に居住していたが、朝廷が渡来人に武蔵国の一部への移住を命じ、移住することになった（現在の埼玉県地域にあった新羅郡や高麗郡は、それに由来する地名である）。

### 中世
平安時代後期（中世）には武蔵七党と総称される在地武士団が興り、関東に進出した畿内の河内源氏の家人となった。後白河天皇皇子以仁王の令旨を受け伊豆国の源頼朝が挙兵した治承・寿永の乱においては豊島氏、足立氏、葛西氏らが活躍している。
12世紀には豊島郡江戸郷の名が見え、この地を本拠とする江戸氏も興った。これ以後、当地は江戸と呼ばれるようになる。鎌倉時代には多摩地方に北関東から鎌倉へ至る鎌倉街道が整備され、鎌倉後期には上野国の新田義貞が鎌倉幕府軍を破った分倍河原の戦いが起っている。又、1282年（弘安5年）旅上にあった日蓮が武蔵国池上郷の池上宗仲の屋敷で没し、その地に池上本門寺が創建された。
戦国時代には扇谷上杉氏の家宰であった太田氏が台頭し、江戸城を築いた太田道灌が武蔵国の掌握に力を注いだが暗殺され、相模国小田原城を拠点とする新興勢力である後北条氏が進出し、武蔵は後北条氏の領国となる。
後北条氏当主北条氏政の弟である北条氏照は八王子城を築き、西方の甲斐国の武田氏に備えた。後北条氏は豊臣秀吉の小田原征伐によって1590年に滅んだ.

### 近世

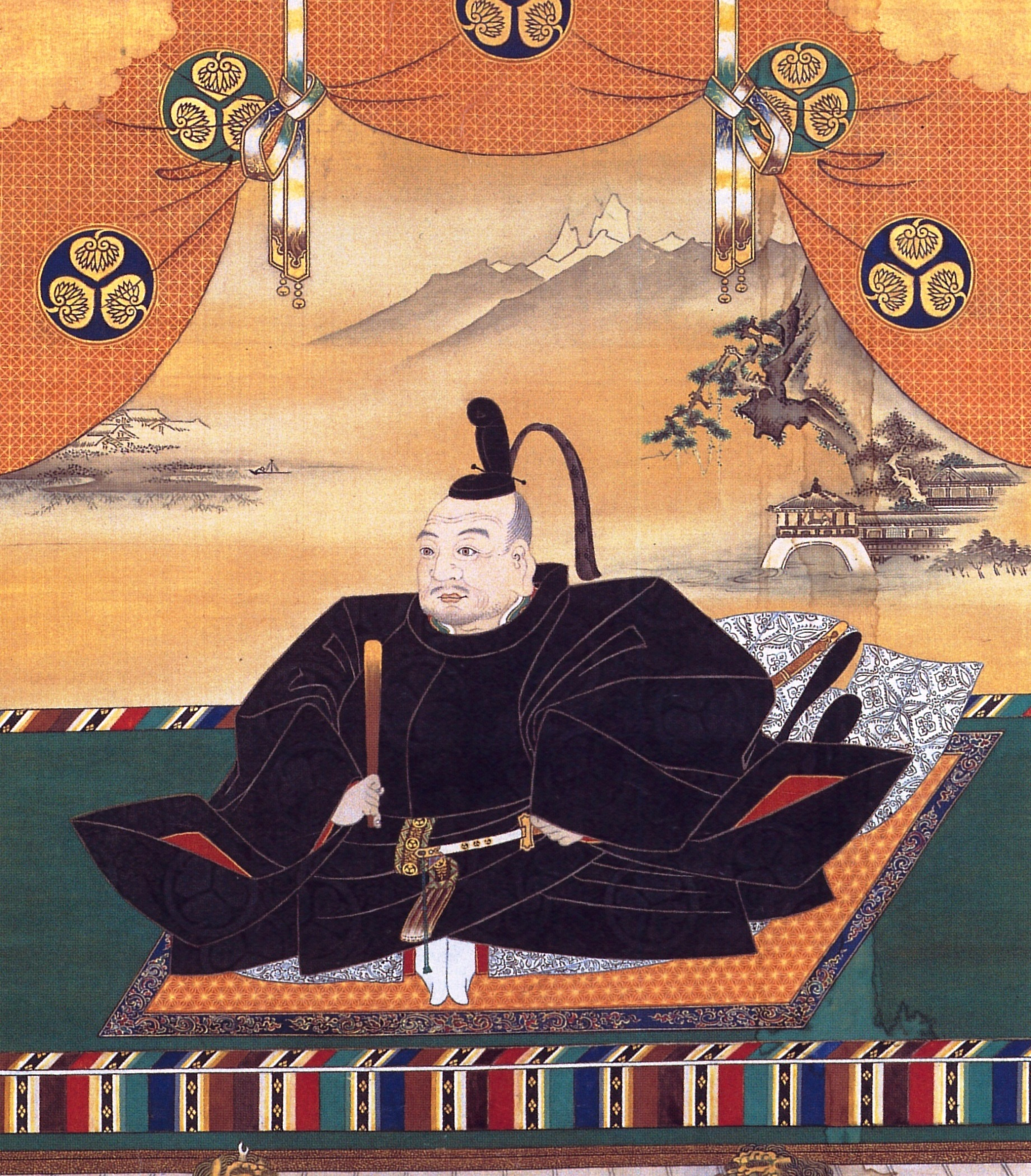
徳川家康

後北条氏の滅亡後、豊臣政権下においては東海地方と武田遺領である甲信地方の5ヶ国を支配していた徳川家康は関東地方（武蔵国を含むほとんど全部）への領地替えとなり、駿府城（旧静岡市）から江戸城に入る。
関ヶ原の戦いを経て家康は引き続き江戸を武家政権の所在地と定め、1603年3月24日（旧暦2月12日）に江戸幕府を開き、江戸時代が到来する。ここに、首都は京都でありながら、幕府の所在する江戸が実質的に日本の行政の中心地となる。幕府を開いた家康は進んで鷹狩りをやり、白金御殿などの御殿も造られた。江戸は人口の急増とともに拡大していき、18世紀初頭には人口100万人を超える世界有数の大都市へと発展を遂げていた。5代将軍徳川綱吉の時代には現在の23区内唯一の喜多見藩があったが、数年で消滅した。18世紀後半から19世紀初頭には、化政文化をはじめとする江戸独自の文化が発達し、上方に代わる文化の発信地となっていった。
多摩地方は甲州街道沿いを除いて大半が未開拓地域の乏水地帯であったが、近世には玉川上水や野火止用水など用水路の開削が行われ新田開発が進展する。享保年間には将軍吉宗の享保の改革において江戸町奉行の大岡忠相が地方御用を兼任し武蔵野新田開発が行われ、江戸中後期には多摩地方に諸村落が成立する。

### 明治維新から第二次世界大戦まで
1867年11月9日（慶応3年旧暦10月14日）の徳川慶喜による大政奉還と1868年1月3日（慶応3年旧暦12月9日）の王政復古のクーデターによって江戸幕府が崩壊し、同年5月3日（慶応4年（明治元年）旧暦4月11日）の江戸城開城によって江戸は新政府の支配下に入った。7月1日（旧暦5月12日）、新政府は江戸府を設置し  、9月3日（旧暦7月17日）に江戸が東亰（後に東京）と改称されると 、江戸府も東京府と改称された 。1869年に明治天皇が皇居（東京城、旧江戸城）に入ると、東京は近代日本の事実上の首都となった（東京を首都とする法的根拠はないとする意見もある。東京奠都を参照）。
1868年（明治元年旧暦5月19日）に寺社奉行、町奉行、勘定奉行を廃止して社寺裁判所、市政裁判所、民政裁判所を設け  、南町奉行所は南市政裁判所、北町奉行所は北市政裁判所と改めた 。
同年（旧暦7月17日）に市政裁判所を廃止して東京府を置くことになり 、南北市政裁判所は合併し、同年（旧暦8月17日）に東京府幸橋御門内（現在の東京都千代田区内幸町1丁目）の旧郡山藩柳沢家の上屋敷を東京府庁にあてた 。改装工事のため南裁判所で府庁の事務を開始し、同年（9月2日）にすべての業務が南裁判所から府庁へ移された 。
東京には全国から新政府に仕える人々が集まり、多くは皇居周辺（後世の山手線内側）に住んだ。これが山の手族の起源である。また、築地には外国人居留地が設けられ、銀座には西洋風の煉瓦街が作られて、文明開化が進んだ。
廃藩置県後の1871年12月25日（明治4年11月14日）、東京府のほか関東地方に存在していた各県が廃止され、武蔵国荏原郡と豊島郡、および足立郡、葛飾郡のそれぞれ一部を管轄区域とする東京府が改めて設置されることとなった。このとき旧来の東京府の区域については6大区の下に97小区を置く「大区小区制」が敷かれ、一方廃止された品川県、浦和県、小菅県、および世田谷に飛地を有していた長浜県からの行政の移管は半年ほどかけて順次行い、旧県時代の区割りのままとした。この際に神奈川県の管轄となった多摩郡のうち、現在の中野区、杉並区の区域が翌1872年（明治5年）東京府に移管され、管轄区域は現在の東京都区部（23区）のうち練馬区西部（後の大泉町）及び世田谷区西部（後の砧村及び千歳村）を除いた区域となった。その後1873年（明治6年）3月18日に大区小区の区割りが全域一貫したものとなり、総計11大区103小区となった。

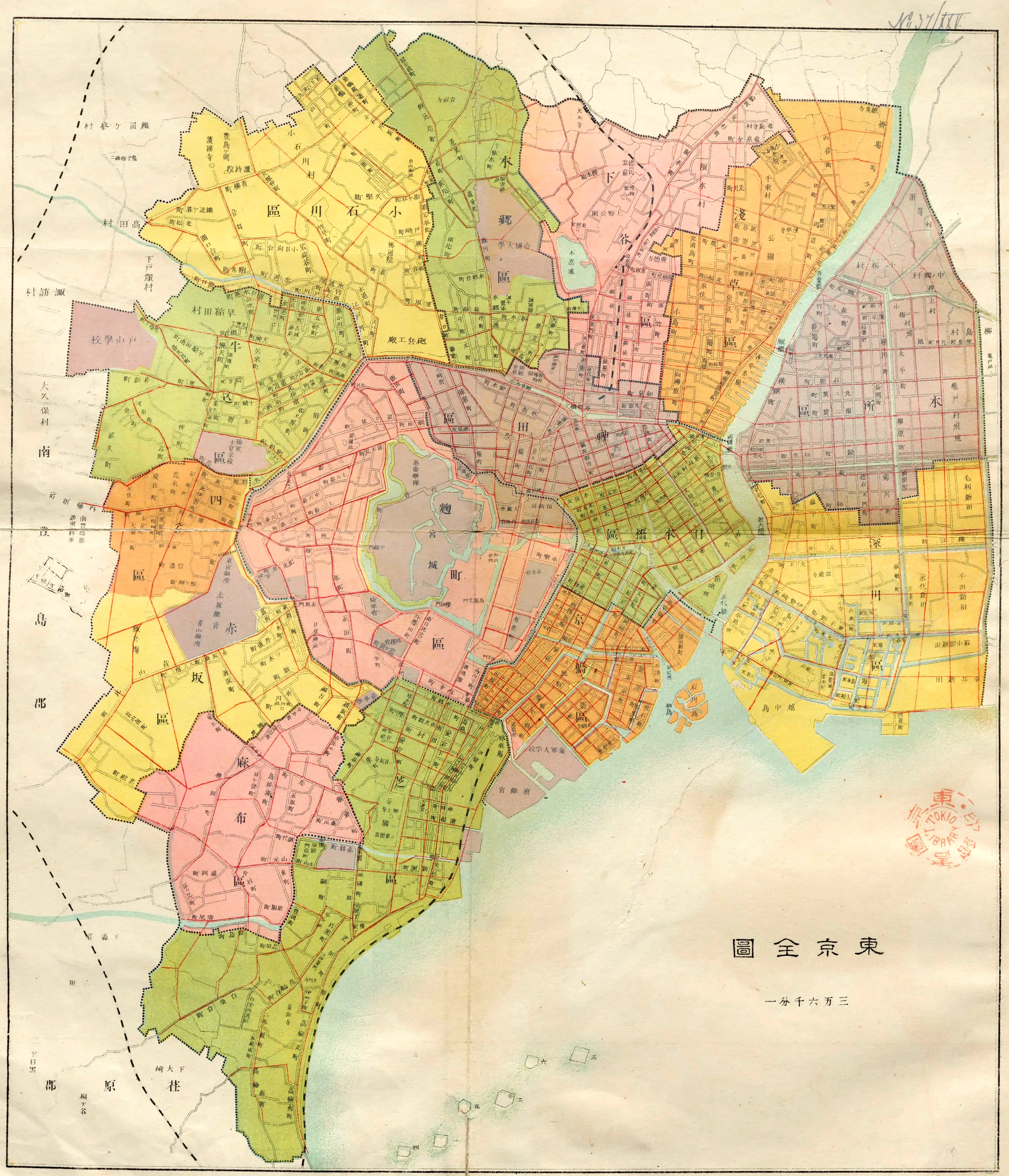
1891年の東京市区画図

1878年（明治11年）郡区町村編制法に基づき、東京府内の中心市街地に麹町区以下の15区が、同年11月2日に編成された。市街地に隣接する区域は荏原郡・東多摩郡・南豊島郡・北豊島郡・南足立郡・南葛飾郡の6郡に編成される（このうち、東多摩郡と南豊島郡は1896年（明治29年）4月1日に統合されて豊多摩郡となった）。また、同年1月11日より、伊豆諸島が東京府の管轄となった。1889年（明治22年）5月1日に市制特例による特別市制により東京市が発足し、1899年（明治32年）10月1日には、市制特例を廃止し、東京市は一般市制による一般市となった。1893年（明治26年）4月1日、神奈川県に属していた三多摩を東京府に編入した。
大正期に入ると、東京市への人口流入は更に進み、1920年の人口は370万人になったが、1923年（大正13年）9月1日には関東大震災に襲われ、特に下町が大打撃を受け、一時、明治時代に明治政府による藩債処分により大打撃を受けた面積が半分程度の大阪市の人口が東京市を抜くことにもなった。近衛文麿政権以後の政権は、戦時体制を敷いて、経済・産業・文化・芸術・教育、その他あらゆる分野の中枢を東京に集めた。
三多摩にも市ができた。1917年（大正6年）、東京府南多摩郡八王子町は市制を施行し、東京府八王子市となった。原内閣の郡制廃止後の1940年（昭和15年）、東京府北多摩郡立川町が市となり、東京府立川市となった。この時点で、東京府には、東京府東京市と八王子市と立川市の3市があった。
第二次世界大戦中の1943年（昭和18年）7月1日には、東京市と東京府は廃止され、東京都が設置された。初代東京都長官は、内務省出身の大達茂雄であった。第二次世界大戦末期の1945年（昭和20年）3月10日には東京大空襲によって下町を中心に甚大な被害を受け、都庁舎も失った。その後の空襲による被害もあわせて、市街地の多くが焼け野原と化した。また、小笠原諸島の硫黄島では地上戦が行われ、日米両軍が多大な犠牲を払った戦いとなった。第二次世界大戦の終結により、旧日本軍の基地や施設は、連合国軍に順次接収された。208ヶ所あった都内の米軍基地は、多年にわたる取組みの歴史を経て、現在は8ヶ所になっている。

## 年表

### 古代
- 534年 武蔵国造の乱
- 628年 浅草寺創建(都内最古の寺院)
- 771年 武蔵国、東山道から東海道に転属
- 939年 平将門の乱（-940年）

### 中世
- 1333年 新田義貞、分倍河原・関戸で鎌倉幕府軍を破る
- 1416年 上杉禅秀の乱
- 1457年 この頃、太田道灌が江戸城築城
- 1486年 太田道灌、相模の上杉定正の館で暗殺
- 1524年 北条氏綱、江戸城に入城
- 1582年 この頃、北条氏照が八王子城を本格築城
- 1590年 豊臣軍の前に江戸城開城（北条氏政が自害）、八王子城落城 / 徳川家康が駿府から江戸に転入

### 江戸時代

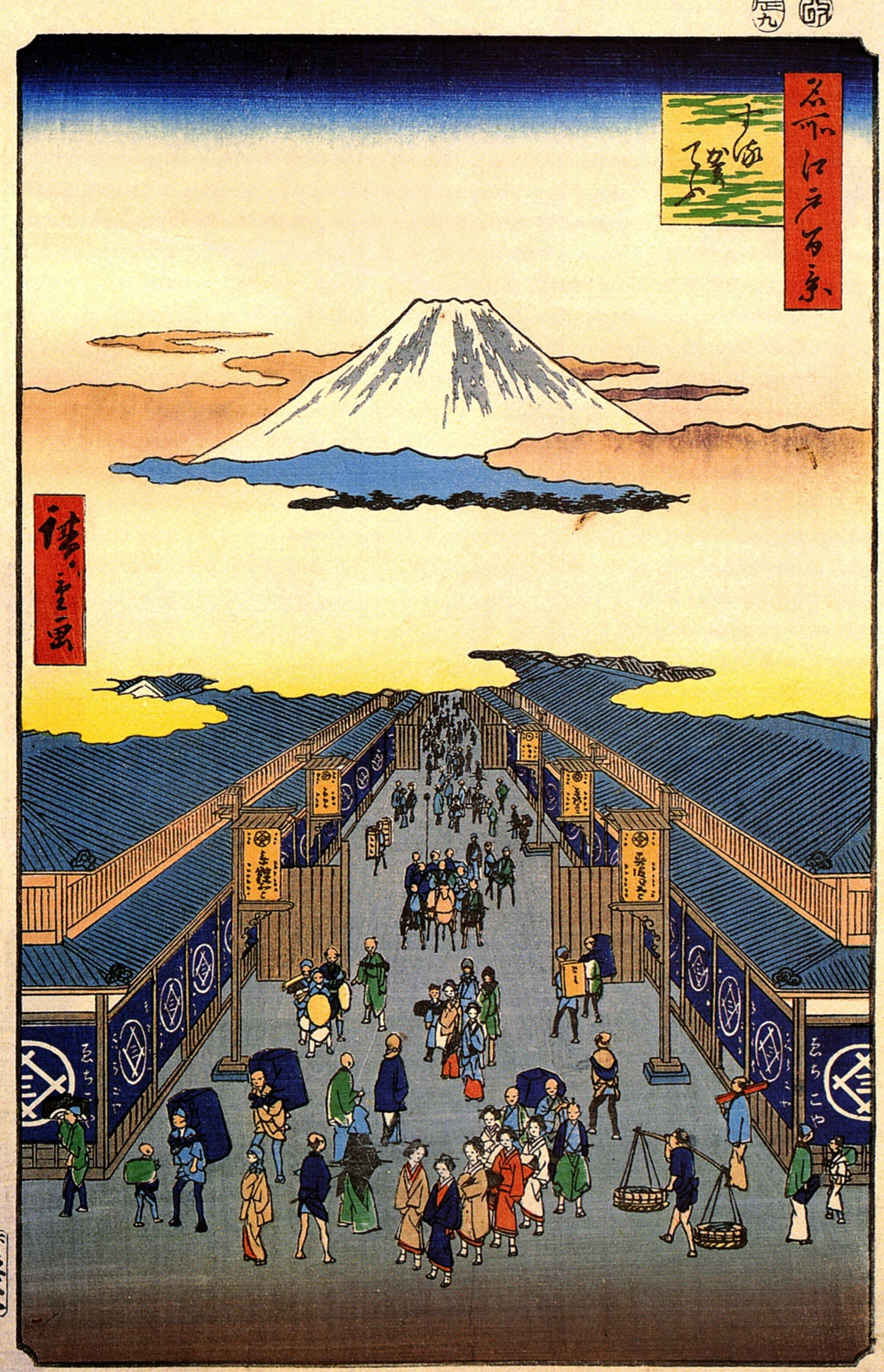
名所江戸百景 駿河町（歌川広重）

- 1603年 徳川家康が征夷大将軍に任じられ、江戸幕府を開く（3月24日）
- 1635年 武家諸法度、参勤交代の制を定める
- 1651年 慶安の変
- 1657年 明暦の大火。吉原遊廓、浅草に移転（新吉原）
- 1702年 赤穂浪士による吉良邸討ち入り
- 1707年 富士山の宝永大噴火、江戸にも降灰
- 1714年 江島生島事件
- 1723年 火の見櫓設置を指示
- 1727年 武蔵野新田開発
- 1783年 浅間山の天明大噴火、江戸にも降灰
- 1791年 男女混浴禁止令
- 1805年 関東取締出役設置
- 1836年 江戸名所図会刊行完了
- 1839年 蛮社の獄
- 1840年 遠山景元、町奉行に
- 1855年 安政の大地震（第一次関東地震）
- 1860年 桜田門外の変（3月24日。旧暦3月3日）
- 1866年 江戸各所で打壊し
- 1867年 大政奉還（11月9日（慶応3年旧暦10月14日））
- 1868年 江戸城開城（5月3日。旧暦4月11日） / 江戸府設置（7月1日。旧暦5月12日） / 彰義隊の変（上野戦争、7月4日。旧暦5月15日） / 江戸鎮台設置、市政民政社寺三裁判所設置（旧暦5月19日） / 江戸を東京に、江戸府を東京府と改称（9月3日。旧暦7月17日） / 幸橋御門内旧郡山藩邸を府庁とする（旧暦8月17日） / 府の郭内を定める（旧暦8月22日） / 東京府制成る。府職制公布（旧暦9月2日） / 明治改元（10月23日。旧暦9月8日） / 明治天皇、東京に行幸、江戸城を東京城に改称（旧暦10月13日）

### 明治から第二次大戦まで

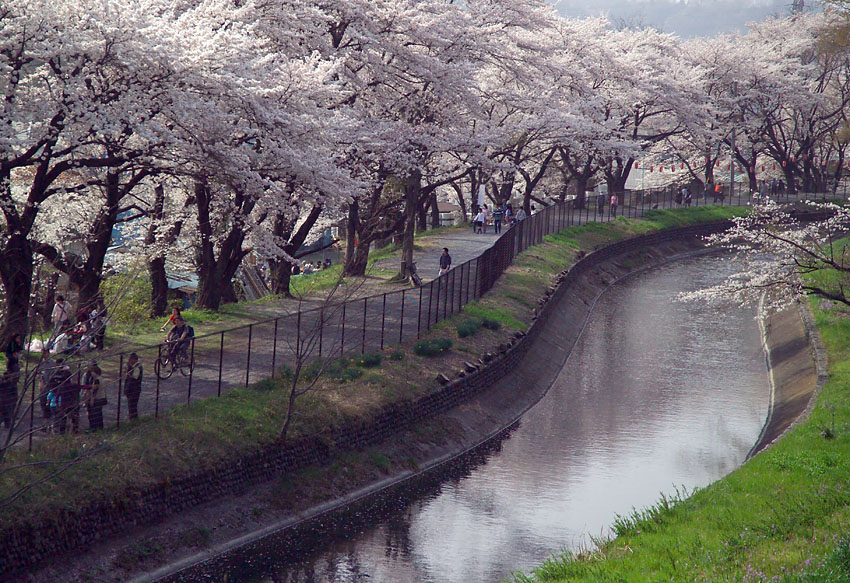
玉川上水

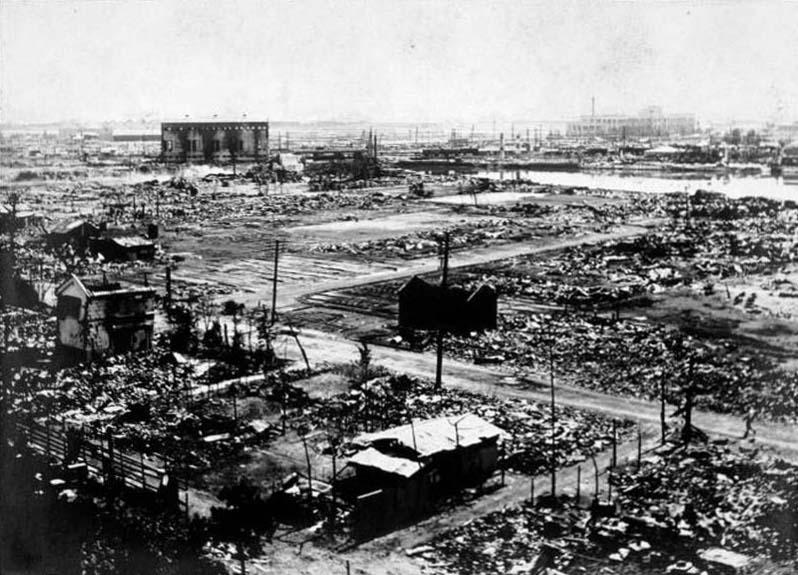
1923年（大正12年）9月1日
関東大震災発生

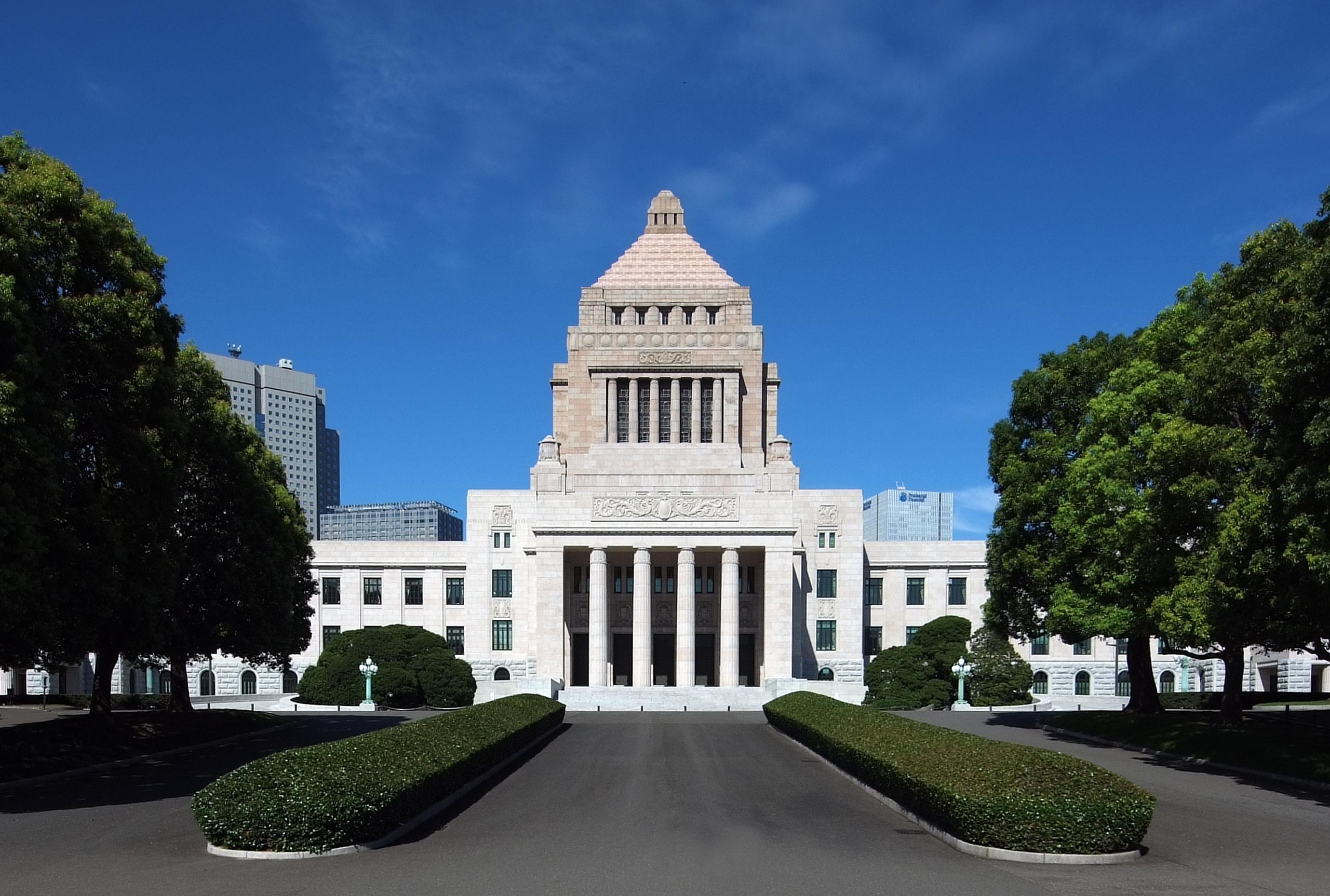
1936年（昭和11年）11月7日竣工
国会議事堂完成

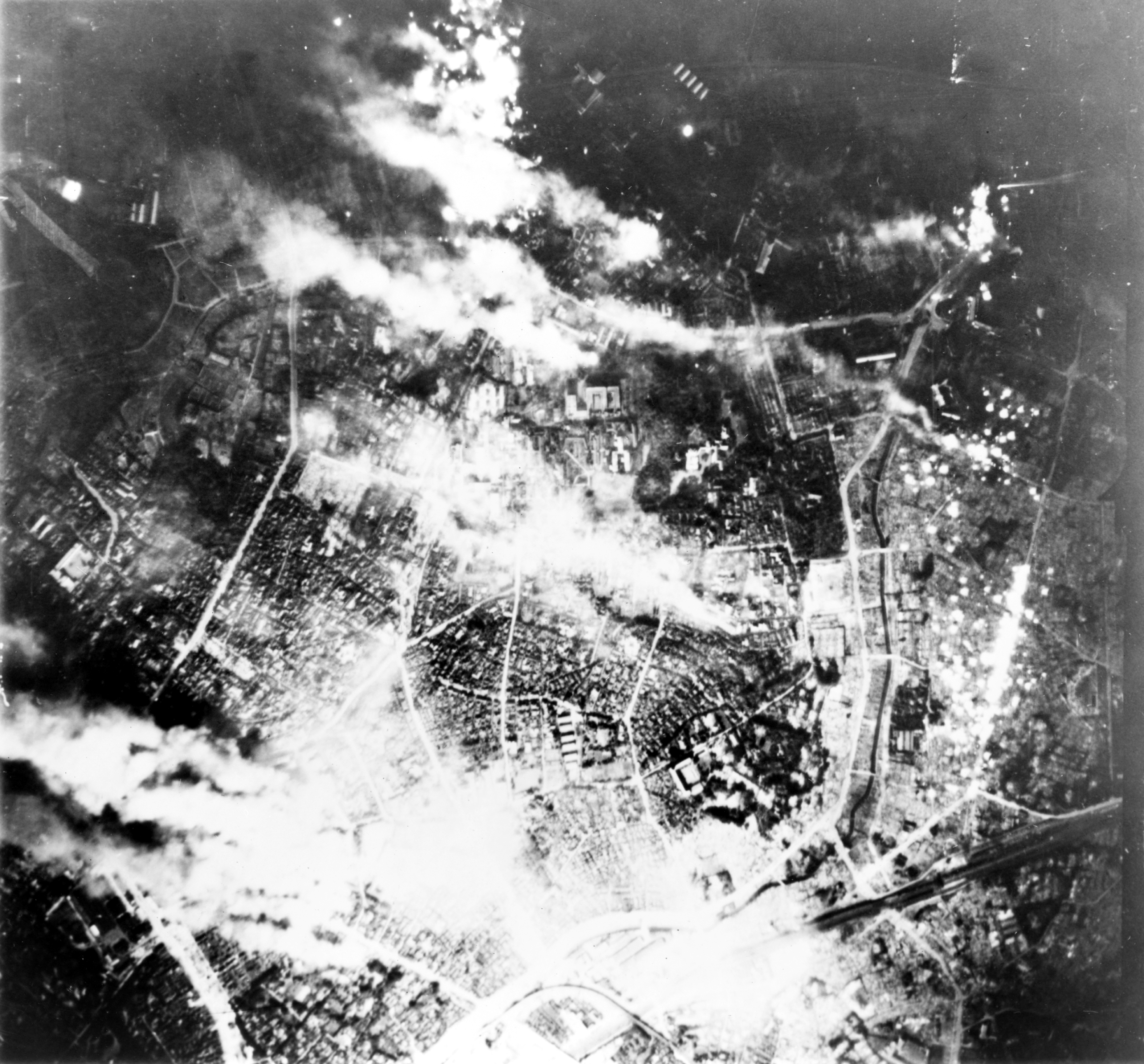
1945年（昭和20年）5月26日
東京大空襲

- 1869年（明治2年）朱引内外地画定（3月25日。旧暦2月13日） / 名主制廃止（4月21日。旧暦3月10日） / 中、添年寄任命（4月22日。旧暦3月11日） / 市内50区制制定（5月2日。旧暦3月21日）/ 郡政方支配所村町を5区に分ける。大、中年寄設置（6月17日。旧暦5月8日） / 町年寄設置（7月30日。旧暦6月22日） / 武家地を府の管理下に置く。触頭設置（12月4日。旧暦11月2日） / 軍務官所轄市中取締兵隊をもって府兵を編成。府下を6大区に分けて取り締まる（12月17日。旧暦11月15日） / 明治天皇再び東京に行幸、東京城を皇城と改称 / 築地外国人居留地設置
- 1870年（明治3年）武蔵国葛飾郡中2村を編入。町年寄罷免（5月27日。旧暦4月27日） / 常陸国鹿島郡居切村掘割場を編入（7月2日。旧暦6月4日） / 根室国花咲郡、根室郡、野付郡を編入（7月10日。旧暦6月12日） / 町年寄改置（10月29日。旧暦10月5日） / 根室国花咲郡、根室郡、野付郡を根室国へ移管（12月1日。旧暦閏10月9日）
- 1871年（明治4年）朱引内44区、朱引外25区とする（7月30日。旧暦6月13日） / 廃藩置県（8月29日。旧暦7月14日） / 朱引外区称改正、朱引内44区に続けて45区より69区とす（10月3日。旧暦8月19日） / 品川県荏原郡、豊島郡、多摩郡の一部を編入（12月16日。旧暦11月5日） / 旧東京府廃止、新東京府設置（12月24日。旧暦11月13日） / 浦和県豊島郡中29村を編入（12月28日。旧暦11月17日）
- 1872年（明治5年）触頭廃止（1月1日。旧暦明治4年11月21日）/ 多摩郡中32村を神奈川県へ移管（1月3日。旧暦明治4年11月23日） / 府下6小学校を文部省へ移管。（1月5日。旧暦明治4年11月25日） / 市内外を一括、6大区とする。戸長副戸長任命（1月8日。旧暦明治4年11月28日） / 利根川寄州開墾地を新治県（2月1日。旧暦明治4年12月23日） / 府下市街地に地券を発行、課税を布告。武家地廃止（2月5日。旧暦明治4年12月27日） / 彦根県所轄荏原郡中10村を編入（3月3日。旧暦1月24日） / 築地銀座大火（4月3日。旧暦2月26日） / 煉瓦街建設開始（4月20日。旧暦3月13日） / 旧戸長副戸長廃止、戸長新設（5月13日。旧暦4月7日） / 大小区事務扱所を大小区扱所へ改称（5月15日。旧暦4月9日） / 邏卒総長区長権区長設置（5月19日。旧暦5月13日） / 町会所廃止（6月4日。旧暦5月29日） / 営繕会議所設置（9月12日。旧暦8月10日） / 神奈川県多摩郡中32村を編入（9月21日。旧暦8月19日） / 邏卒を司法省に移管（9月25日。旧暦8月23日） / 営繕会議所附養育院設立（11月15日。旧暦10月15日） / 営繕会議所を会議所に改める（11月28日。旧暦10月28日） / 違式詿違条例布達（12月8日。旧暦11月8日）
- 1873年（明治6年）養育院を上野に設置（2月5日） / 朱引内外各区画変更（3月17日） / 浅草寺、寛永寺、増上寺、富岡八幡、飛鳥山の5公園を決定（3月25日） / 町用掛改定（4月17日） / 皇居火災により赤坂離宮を仮皇居とする（5月5日）
- 1874年（明治7年）警視庁設置（1月15日） / 朱引内小区改定（1月25日） / 府下大小区画改定、11大区103小区とする（3月8日） / 銀座ガス灯点火（12月11日） /

東京府豊島郡岩淵町、埼玉県北足立郡川口町間の従前の境界を廃し荒川の中央を持って境界とする。（12月22日）
- 1875年（明治8年）埼玉県足立郡舎人町を編入（10月25日）
- 1876年（明治9年）朱引内70小区中46の扱所を併合、40ヶ所とし区務所と改称（2月29日） / 上野公園開園式（5月9日） / 府に瓦斯局設置（5月20日） / 埼玉県武蔵国葛飾郡中寄牧村飛地を編入（9月14日） / 兜町に米会所開設（10月2日）
- 1877年（明治10年）警視庁廃止（1月11日） / 東京会議所解散（2月18日） / 東京府書籍館開設、東京書籍館廃止（3月11日） / コレラ発生により深川他2ヵ所に避難病院設立（9月14日） / 区務所合併（9月15日） / 三田育種場開場（9月30日）
- 1878年（明治11年）静岡県から伊豆諸島を移管[14]（2月6日） / 東京株式取引所開設（6月1日） / 東京商法会議所設立（8月1日） / 竹橋事件（8月23日） / 府立第一中学設立（9月25日） / 大区小区制廃止。麹町区以下の15区と荏原・東多摩・南豊島・北豊島・南足立・南葛飾の6郡を設置（11月2日） / 郡区町村編制法により区郡役所開庁（11月4日）
- 1880年（明治13年）小笠原諸島が東京府の管轄になる[16]。
- 1882年（明治15年）上野動物園開園
- 1888年（明治21年）皇城を宮城（きゅうじょう）に改称
- 1889年（明治22年）市制・町村制が施行され東京市が発足（5月1日）
- 1891年（明治24年）北豊島郡石神井村の一部（大字上土支田）が埼玉県新座郡榑橋村及び同新倉村の一部と合併し北豊島郡大泉村となる（6月15日）
- 1893年（明治26年）神奈川県から三多摩（西多摩郡・南多摩郡・北多摩郡）を編入（4月1日）
- 1896年（明治29年）郡制施行、東多摩郡と南豊島郡を合併し豊多摩郡が設置される（4月1日）。台風接近に伴う豪雨で荒川、中川、多摩川などの堤防が決壊。東京の低地は1846年の江戸大洪水以来の規模で浸水した（9月）[17]。
- 1898年（明治31年）淀橋浄水工場（淀橋浄水場）通水
- 1899年（明治32年）築地居留地廃止
- 1902年（明治35年）神田上水および玉川上水廃止
- 1905年（明治38年）日比谷焼打事件
- 1907年（明治40年）埼玉県北足立郡保谷村が北多摩郡へ移管（4月1日）
- 1910年（明治43年）明治43年の大水害が発生。8月上旬に梅雨前線と台風による集中豪雨があり、利根川水系、荒川水系の河川が氾濫。
- 1917年（大正06年）大正6年の高潮災害。9月下旬に本州を縦断した台風の影響で東京湾岸一帯が高潮のため水没。溺死者多数。
- 1918年（大正07年）玉川水道株式会社、玉川浄水場通水
- 1920年（大正09年）豊多摩郡内藤新宿町を東京市に編入
- 1922年（大正11年）三河島汚水処分場（三河島水再生センター）が運転開始
- 1923年（大正12年）渋谷町水道、砧下浄水場通水（5月） / 関東大震災（第二次関東地震）発生（9月1日）
- 1924年（大正13年）第一水道拡張事業完了 / 村山上貯水池（多摩湖）完成 / 境浄水場通水
- 1925年（大正14年）江戸川上水町村組合、金町浄水場通水
- 1926年（大正15年）北豊島郡岩淵町が埼玉県北足立郡横曽根村の一部（大字浮間）を編入（10月1日）
- 1927年（昭和02年）村山下貯水池（多摩湖）完成 / 東京地下鉄道（現・東京メトロ銀座線・上野-浅草間）開通（12月） / 大正天皇陵（多摩御陵）造営（東京府八王子市）
- 1928年（昭和03年）荒玉水道町村組合、砧上浄水場通水
- 1930年（昭和05年）砂町汚水処分場（砂町水再生センター）が運転開始 / 矢口水道株式会社、矢口浄水場通水
- 1931年（昭和06年）羽田飛行場（現在の東京国際空港・羽田空港）がオープン / 芝浦汚水処分場（芝浦水再生センター）が運転開始/台風接近による豪雨。浸水家屋約7万戸（9月26日、27日）[18]
- 1932年（昭和07年）井荻町水道、杉並浄水場通水 / 日本水道株式会社、狛江浄水場通水 / 町営および町村組合の10水道事業を合併 / 豊多摩郡・北豊島郡・荏原郡・南足立郡・南葛飾郡の計82町村を東京市に編入、東京市は35区に
- 1934年（昭和09年）山口貯水池（狭山湖）完成
- 1936年（昭和11年）国会議事堂完成 / 北多摩郡砧村・千歳村を東京市に編入
- 1937年（昭和12年）後楽園球場完成
- 1938年（昭和13年）東京高速鉄道（現・東京メトロ銀座線・渋谷駅-虎ノ門駅間）開通。6月29日から30日にかけ台風により約15万戸以上が浸水[19]。9月1日にも台風により10万戸以上が浸水[20]。
- 1941年（昭和16年）陸上交通事業調整法に基づく戦時統制。東京地下鉄道と東京高速鉄道、帝都高速度交通営団へ統合
- 1942年（昭和17年）東京初空襲（ドーリットル空襲）
- 1943年（昭和18年）東京市と東京府を廃止し、現在の東京都を設置（7月1日）
- 1945年（昭和20年）硫黄島の戦い[15]（2月19日-3月26日） / 東京大空襲（3月10日） / 連合国軍最高司令官総司令部（GHQ/SCAP）進駐（9月2日）

### 昭和後期（第二次大戦後）

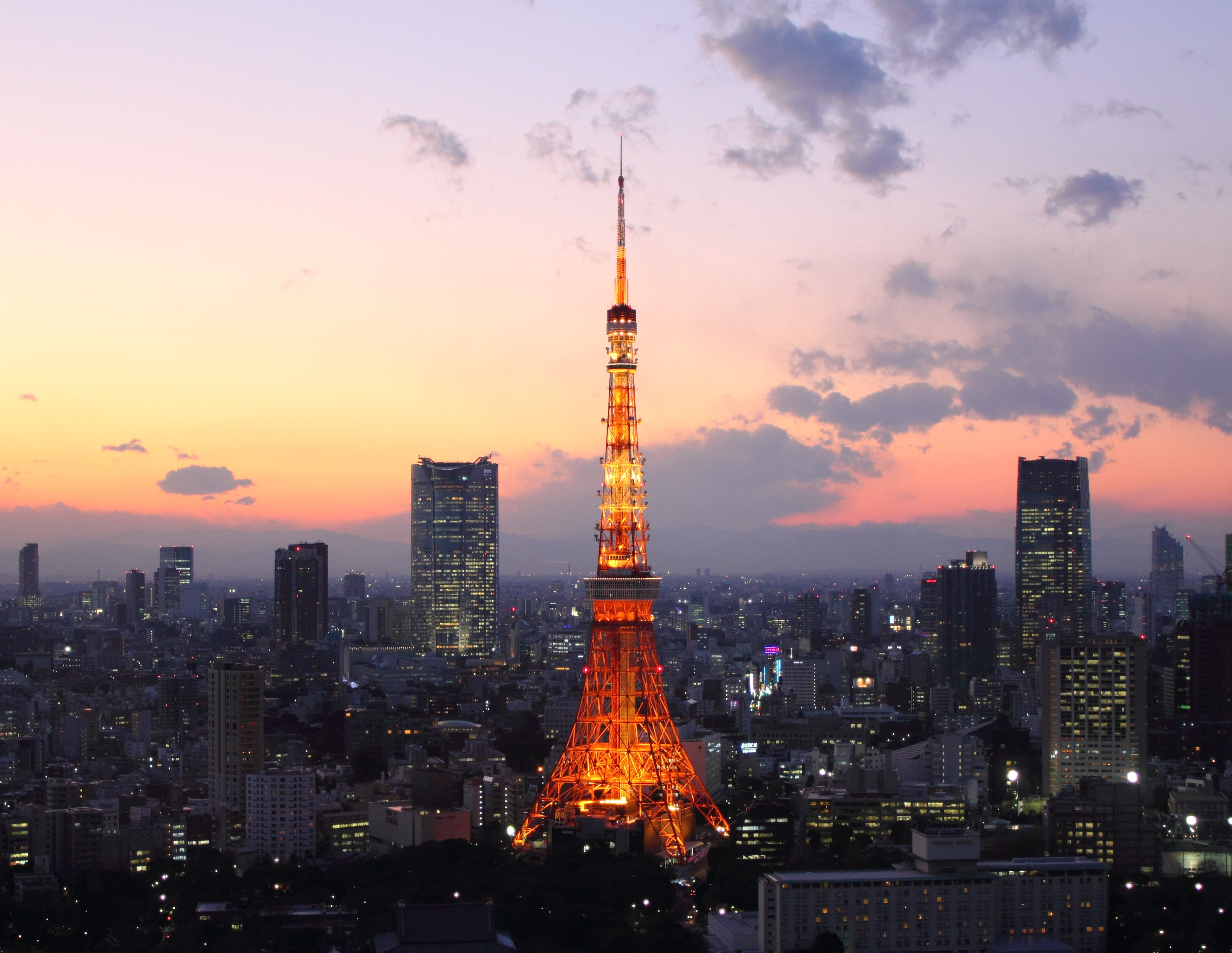
1958年、東京タワー完成

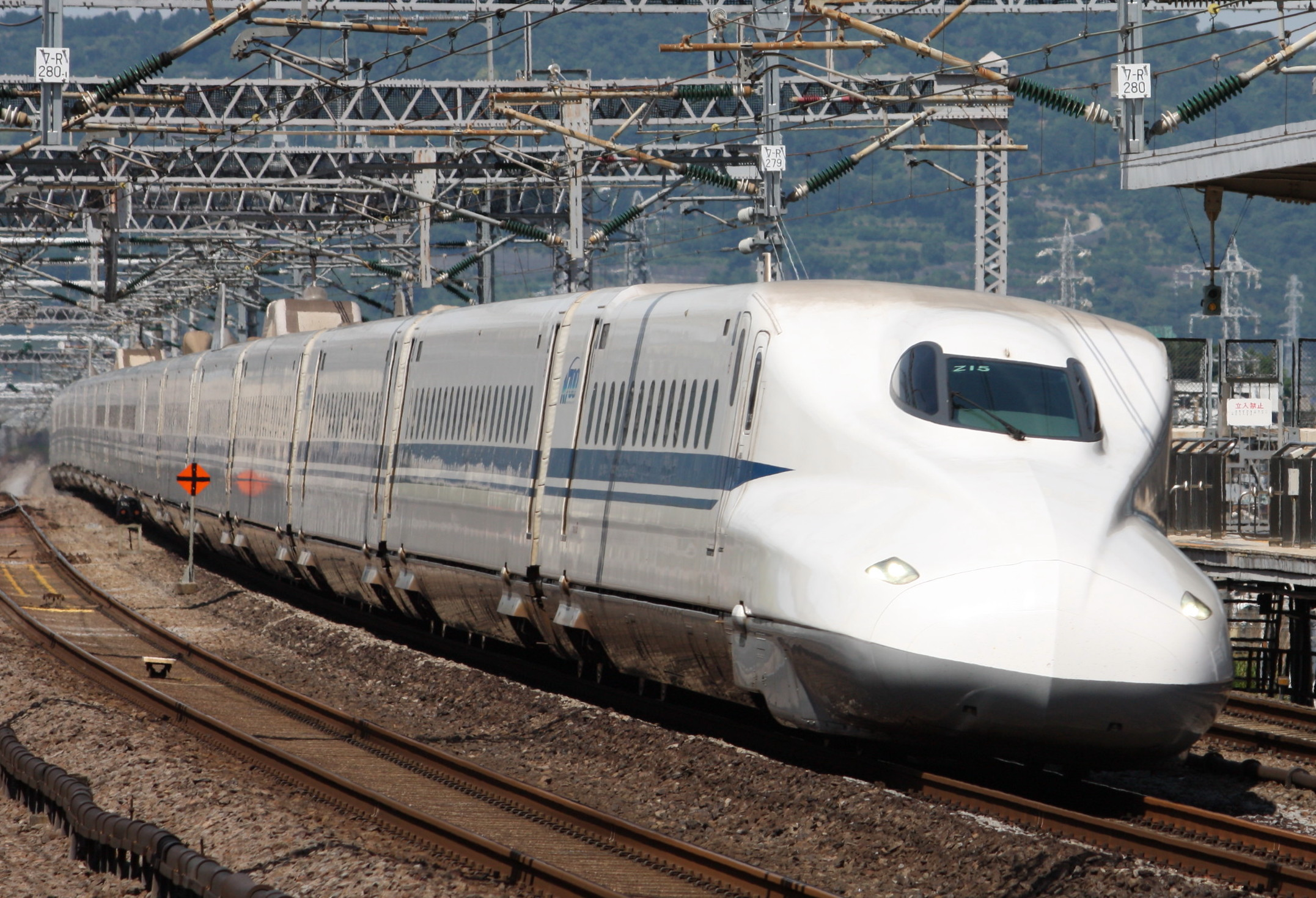
1964年、東海道新幹線開通

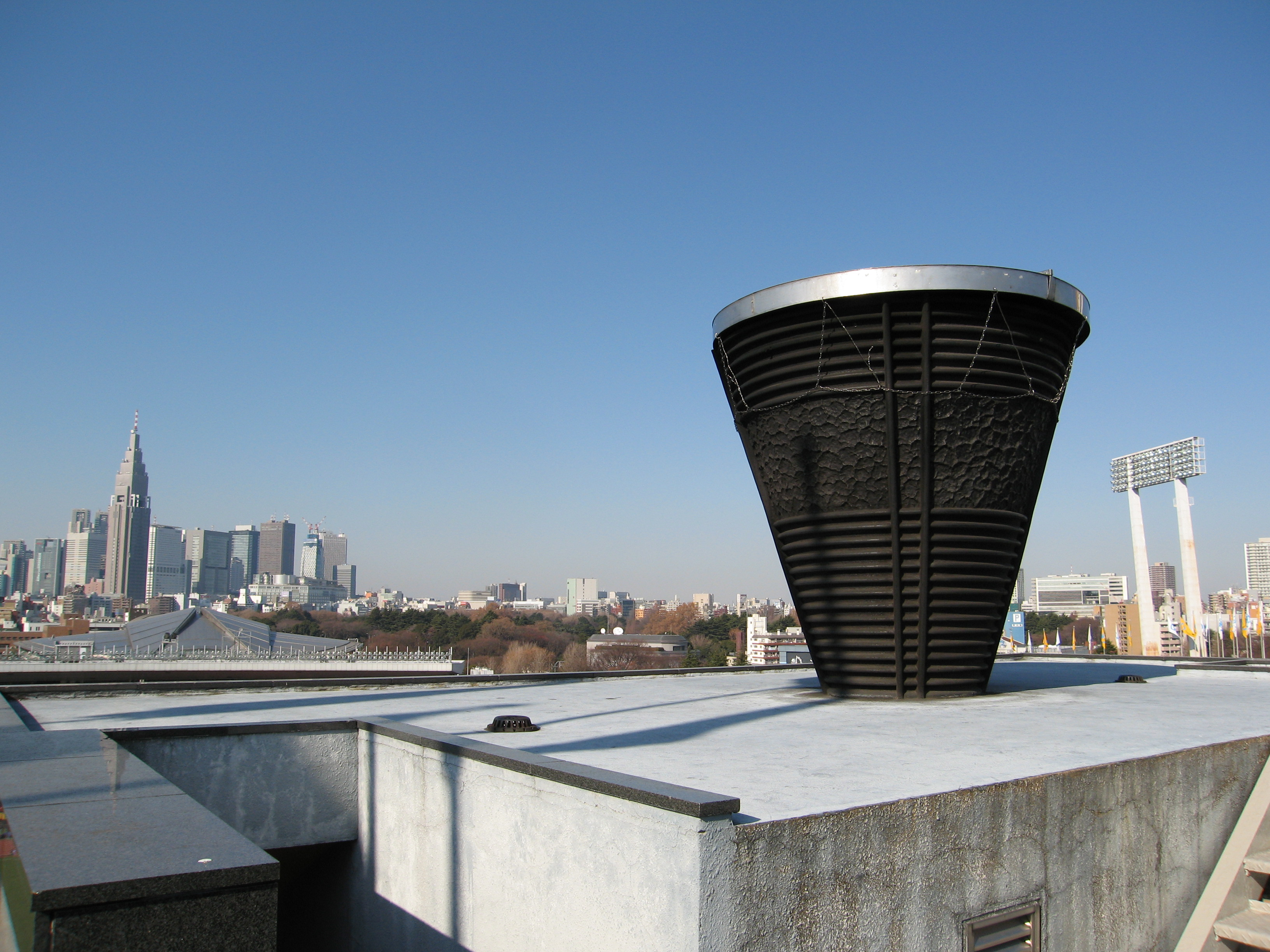
1964年、東京オリンピック開催

- 1946年（昭和21年）SCAPIN-677により、伊豆諸島および小笠原諸島に対する日本の施政権が停止される[21]（1月29日） / 伊豆諸島に対する日本の施政権停止が解除される（3月22日）
- 1947年（昭和22年）区部が35区から23区に再編、特別区に
- 1947年（昭和22年）都会地転入抑制法が公布。翌年末にかけて東京都を含む1都13市への転入が禁止された[22]
- 1948年（昭和23年）宮城を皇居と改称
- 1949年（昭和23年）日本脳炎が流行。同年7月下旬から患者数が増え始め、同年8月18日時点の患者数は1403人となった。
- 1952年（昭和27年）サンフランシスコ講和条約発効に伴い、小笠原諸島が正式にアメリカの施政権下となる[16]（4月28日） / 一般市制移行記念日として10月1日を「都民の日」に制定。
- 1954年（昭和29年）営団地下鉄丸ノ内線開業
- 1957年（昭和32年）小河内貯水池（奥多摩湖）竣工
- 1958年（昭和33年）東京タワー完成 / 多摩動物公園開園
- 1959年（昭和34年）東京モノレール開業
- 1960年（昭和35年）都営地下鉄浅草線開業 / 東村山浄水場通水
- 1961年（昭和36年）営団地下鉄日比谷線開業
- 1961年（昭和36年）インフルエンザ（B型）が流行。2月には都内の小学校・中学校1万以上で学級閉鎖が行われた。3月7日までに49人が死亡[23]。
- 1962年（昭和37年）東京都水道局から東京都下水道局が独立 / みやぎ水再生センターが運転開始 / 首都高速道路開通（京橋-芝浦間）（12月）
- 1962年（昭和37年） インフルエンザ（A2型）が流行。東京都だけでも未届け分を含め約650万人が感染、1238校が臨時休校を余儀なくされた[24]。
- 1964年（昭和39年）落合水再生センターが運転開始（世界初の上部公園開放）/ 東海道新幹線開通（10月1日）/ 東京オリンピック開催（10月10日-24日）
- 1965年（昭和40年）淀橋浄水場廃止、66年3ヶ月の歴史を閉じる / 東京都議会の議長選挙に絡む贈収賄事件で当時の都議会議長を含む都議会議員12人が逮捕、4人が在宅起訴となり都議会が解散
- 1966年（昭和41年）営団地下鉄東西線開業
- 1967年（昭和42年）都知事に美濃部亮吉当選 / 森ヶ崎水再生センター運転開始 / 東京都の人口が1千万人を突破/夏季ユニバーシアード開催（8月27日～9月4日）
- 1968年（昭和43年）小笠原諸島返還[16] / 三億円事件（府中市）/ 都営地下鉄三田線開業
- 1969年（昭和44年）営団地下鉄千代田線開業
- 1970年（昭和45年）三島由紀夫、陸上自衛隊東部方面総監部で自殺（11月26日）
- 1970年（昭和45年）小作浄水場通水
- 1971年（昭和46年）多摩ニュータウンへの入居開始（永山地区）
- 1972年（昭和47年）後楽園競輪場が当時の美濃部亮吉知事の方針（都営ギャンブル禁止）により廃止。東京湾「死の海」と調査結果発表
- 1973年（昭和48年）読売ジャイアンツ、セントラル・リーグ9連覇 （V9） 達成
- 1974年（昭和49年）三菱重工爆破事件 / 営団地下鉄有楽町線開業 / 新河岸水再生センター運転開始
- 1975年（昭和50年）三園浄水場通水
- 1977年（昭和52年）立川基地全面返還（立川市） / 小菅水再生センターが運転開始
- 1978年（昭和53年）新東京国際空港（現成田国際空港）開港（5月20日）、東京国際空港（羽田空港）は実質国内線専用に / 営団地下鉄半蔵門線、都営地下鉄新宿線開業
- 1979年（昭和54年）都知事に鈴木俊一当選（以降95年まで4期16年）
- 1981年（昭和56年）葛西水再生センター運転開始
- 1982年（昭和57年）明治神宮野球場、改修完了
- 1984年（昭和59年）中川水再生センター運転開始
- 1985年（昭和60年）三郷浄水場通水 / 第一回パンパシフィック水泳選手権開催
- 1986年（昭和61年）地価急騰、狂乱地価、大島三原山噴火（11月15日・21日）
- 1987年（昭和62年）国鉄分割民営化（4月1日）JR東日本による経営承継。東海道新幹線の東京駅はJR東海が管轄
- 1988年（昭和63年）東京ドーム完成

### 平成期

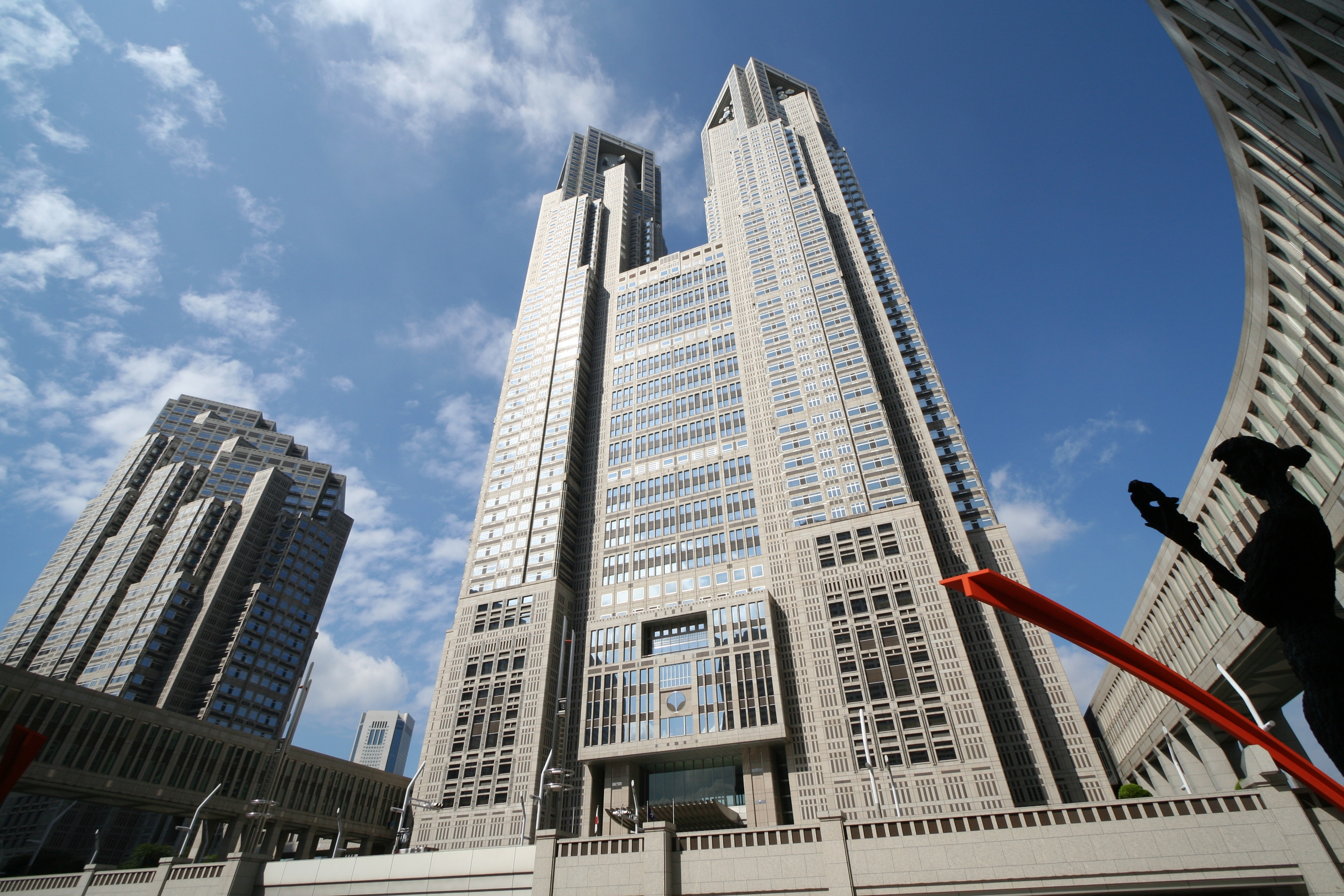
1991年、東京都庁舎開業

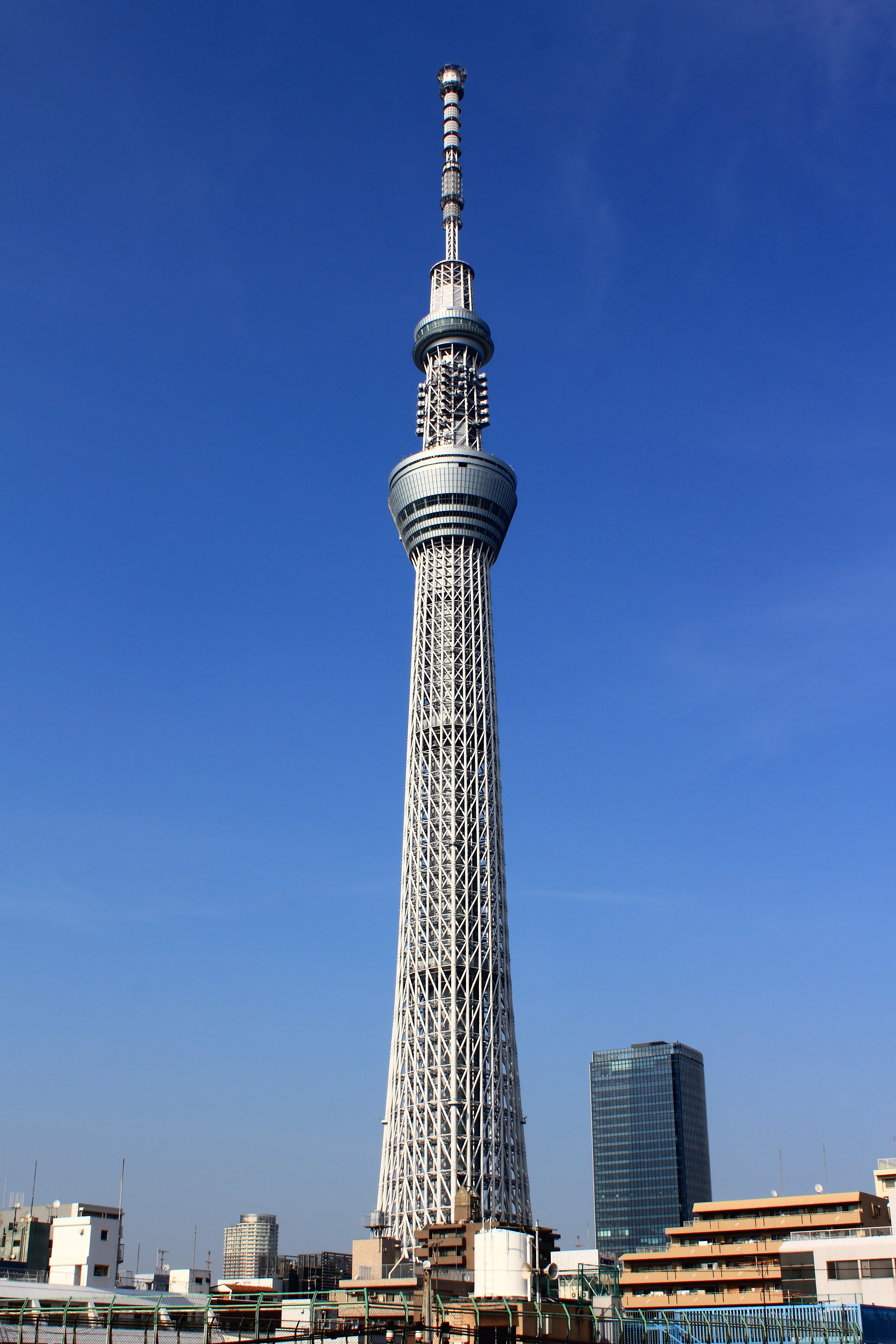
2012年、東京スカイツリー完成

- 1989年（平成元年）葛西臨海水族園開業 / 昭和天皇陵（武蔵陵墓地）造営（八王子市）
- 1991年（平成3年）東京の電話局番4桁に（1月） / 西新宿二丁目に東京都庁舎（東京都庁新庁舎）完成（3月）/ 営団地下鉄南北線、都営地下鉄12号線（現、都営地下鉄大江戸線）開業
- 1992年（平成4年）第1回東京シティーマラソン大会開催
- 1993年（平成5年）東京湾連絡橋レインボーブリッジ完成
- 1994年（平成6年）営団地下鉄有楽町線新線開業
- 1995年（平成7年）地下鉄サリン事件（3月） /都知事に青島幸男当選（4月） / 中野水再生センター（7月）、有明水再生センター（9月）が運転開始 / 東京メトロポリタンテレビジョン（MXテレビ）開局（11月）
- 1996年（平成8年）東京臨海高速鉄道臨海副都心線開業
- 1998年（平成10年）多摩都市モノレール開業 / 山一證券倒産
- 1999年（平成11年）都知事に石原慎太郎当選（2003年再選、2007年三選）
- 2000年（平成12年）東京ドームの敷地内に東京ドームホテルが開業
- 2001年（平成13年）浮間水再生センターが運転開始
- 2003年（平成15年）後楽園ゆうえんちが東京ドームシティアトラクションズに名称変更 / ドームシティ敷地内にラクーア完成 / 東海道新幹線の品川駅開業 / 六本木ヒルズ、汐留シオサイト完成
- 2004年（平成16年）帝都高速度交通営団が民営化し東京地下鉄株式会社に
- 2005年（平成17年）首都高速道路公団が民営化し首都高速道路株式会社に
- 2007年（平成19年）東京ミッドタウン完成、新丸の内ビルディング完成
- 2008年（平成20年）東京メトロ副都心線開業
- 2010年（平成22年）東京国際空港（羽田空港）に新国際線ターミナルが開業
- 2011年（平成23年）3月11日 東日本大震災(東北地方太平洋沖地震)が発生し、各地で震度5弱や5強の揺れを観測。九段会館で天井が崩れ落ちる被害などもあり、計8名の死者を出した。
- 2012年（平成24年）東京スカイツリー完成 / 東京駅丸の内駅舎復原工事完了
- 2016年（平成28年）都知事に小池百合子当選（2020年再選、2024年三選）

### 令和期
- 2020年（令和2年）COVID-19により東京オリンピック・パラリンピック延期
- 2020年（令和2年）COVID-19感染拡大により4月7日及び11日から同年5月25日まで、東京都が緊急事態措置等を発令[25]
- 2021年（令和3年）1月8日から9月30日まで順次期間を延長しながら、東京都が緊急事態措置等を発令[26]
- 2021年（令和3年）東京オリンピック・パラリンピック開催(二回目)
- 2027年（令和9年）中央新幹線品川駅開業予定 / Torch Tower完成予定

## 行政区画の変遷
- 1868年（慶応4年）江戸城下を管轄する江戸府を設置。江戸が「東亰」、次いで「東京」と改称されると、江戸府も東京府と改称される。
- 1871年（明治4年）廃藩置県後、翌年にかけて東京府がほぼ現23区の範囲に拡大。
- 1878年（明治11年）伊豆諸島が静岡県から東京府に移管[14]。
- 1878年（明治11年）郡区町村編制法施行。府内に15の区と南豊島郡、北豊島郡、荏原郡、南足立郡、南葛飾郡、東多摩郡が発足。
- 1880年（明治13年）小笠原諸島を東京府の管轄とし、小笠原出張所（のち支庁）を設置[16]。
- 1889年（明治22年）市制・町村制施行。15区の範囲を以て新たに東京市を設置。
- 1891年（明治24年）埼玉県新座郡榑橋村及び同新倉村の一部を北豊島郡に編入。
- 1891年（明治24年）硫黄島などが属する火山列島を東京府に編入[15]。
- 1893年（明治26年）多摩地域（三多摩）が神奈川県から東京府に移管。
- 1896年（明治29年）南豊島郡・東多摩郡が統合され豊多摩郡に。
- 1898年（明治31年）東京市の「市制特例」が廃止され、一般市制に移行。東京市役所が開設。
- 1898年（明治31年）南鳥島を東京府に編入[27]。
- 1907年（明治40年）埼玉県北足立郡保谷村を北多摩郡に編入。
- 1920年（大正9年）豊多摩郡内藤新宿町を東京市四谷区に編入。
- 1926年（大正15年）埼玉県北足立郡横曽根村の一部（浮間）を北豊島郡岩淵町に編入。
- 1931年（昭和6年）「内務省告示第百六十三号」により沖ノ鳥島を日本に編入[28]。（7月6日）
- 1932年（昭和7年）5郡（荏原郡、豊多摩郡、北豊島郡、南葛飾郡及び南足立郡）82町村全域を東京市に編入。東京市は35区に。
- 1936年（昭和11年）北多摩郡千歳村村及び砧村を東京市世田谷区に編入。
- 1943年（昭和18年）東京都制施行。東京市と東京府を廃止し、東京都を設置。
- 1946年（昭和21年）SCAPIN-677により、伊豆諸島及び小笠原諸島に対する日本の施政権が停止される[21]（1月29日） / 伊豆諸島に対する日本の施政権停止が解除される（3月22日）
- 1947年（昭和22年）地方自治法施行。35区が22区へ再編され、特別地方公共団体である「特別区」に移行（後に板橋区から練馬区が分立し現行の23区体制へ）。
- 1952年（昭和27年）サンフランシスコ平和条約発効により、小笠原諸島がアメリカ合衆国の施政権下に。
- 1958年（昭和33年）西多摩郡瑞穂町が埼玉県入間郡元狭山村の大部分を編入。
- 1968年（昭和43年）米国との小笠原返還協定により、小笠原諸島がアメリカ合衆国から返還[16]。

## 脚註
1. 1 2  内閣官報局 編「明治元年 第387 江戸府ヲ置ク（5月12日）」『法令全書』 慶応３年、内閣官報局、東京、1912年、160頁。NDLJP:787948/131。
2. ↑  「江戸府ヲ置キ木村重任等ヲ以テ判事ト為ス」JACAR（アジア歴史資料センター）Ref.A15070253000、太政類典・第一編・慶応三年～明治四年・第三十一巻・官規・任免七（国立公文書館）
3. ↑  「江戸府ヲ置ク」JACAR（アジア歴史資料センター）Ref.A15070482200、太政類典・第一編・慶応三年～明治四年・第六十二巻・地方・行政区一（国立公文書館）
4. ↑  内閣官報局 編「明治元年 第557 江戸ヲ称シテ東京ト為スノ詔書（7月17日）」『法令全書』 慶応３年、内閣官報局、東京、1912年、205頁。NDLJP:787948/162。
5. ↑  「江戸ヲ東京ト称ス」JACAR（アジア歴史資料センター）Ref.A15070000500、太政類典・第一編・慶応三年～明治四年・第一巻・制度・詔勅・臨御親裁・禁令・布令掲示（国立公文書館）
6. 1 2  「江戸鎮台ヲ置ク」JACAR（アジア歴史資料センター）Ref.A15070104000、太政類典・第一編・慶応三年～明治四年・第十六巻・官制・文官職制二（国立公文書館）
7. ↑  内閣官報局 編「明治元年 第402 江戸鎮台ヲ置キ三奉行ヲ廃シ社寺市政民政ノ三裁判所ヲ設ケ職員ヲ定ム　付：参照　士分乱妨之者市政裁判所ニ取締ノ儀伺ニ指令（5月19日）（布）（大総督府）」『法令全書』 慶応３年、内閣官報局、東京、1912年、160頁。NDLJP:787948/133。
8. ↑  「社寺裁判所民政裁判所及ヒ市政裁判所ヲ江戸ニ置ク」JACAR（アジア歴史資料センター）Ref.A15070104100、太政類典・第一編・慶応三年～明治四年・第十六巻・官制・文官職制二（国立公文書館）
9. 1 2 3 4 5  東京都公文書館 (2020年10月). “平成20年度第3回ロビー展示　東京文化財ウィーク2008参加企画事業　東京府の開庁　～町奉行所・市政裁判所・東京府～ 展示資料解説” (pdf). 東京都公文書館. 展示・講演会.   東京都公文書館. pp. 2-3. 2023年12月23日閲覧。
10. ↑  「市政裁判所ヲ置ク」JACAR（アジア歴史資料センター）Ref.A15070482300、太政類典・第一編・慶応三年～明治四年・第六十二巻・地方・行政区一（国立公文書館）
11. ↑  「市政裁判所ヲ廃シ東京府ヲ置ク」JACAR（アジア歴史資料センター）Ref.A15070482400、太政類典・第一編・慶応三年～明治四年・第六十二巻・地方・行政区一（国立公文書館）
12. ↑  「東京府開庁マテ市政裁判所ノ名目ヲ存ス」JACAR（アジア歴史資料センター）Ref.A15070482500、太政類典・第一編・慶応三年～明治四年・第六十二巻・地方・行政区一（国立公文書館）
13. 1 2  東京都公文書館 (2020年4月). “所蔵資料（アーカイブズ）を読む　第1回 教材” (pdf). 東京都公文書館. 所蔵資料（アーカイブズ）を読む.   東京都公文書館. pp. 3-4. 2023年12月23日閲覧。
14. 1 2 3  明治11年太政官布告第1号 - 国立国会図書館近代デジタルライブラリー
15. 1 2 3  歴史：硫黄島 « 小笠原村公式サイト
16. 1 2 3 4 5  沿革 « 小笠原村公式サイト
17. ↑  北原糸子 編、松浦律子 編、木村玲欧 編『日本歴史災害事典』吉川弘文社、2012年6月11日、387頁。ISBN 9784642014687。
18. ↑  日外アソシエーツ編集部 編『日本災害史事典 1868-2009』日外アソシエーツ、2010年9月27日、35頁。ISBN 9784816922749。
19. ↑  雨量新記録、東京の浸水十戸万戸に『東京日日新聞』（昭和13年6月30日）『昭和ニュース辞典第6巻 昭和12年-昭和13年』p220 昭和ニュース事典編纂委員会 毎日コミュニケーションズ刊 1994年
20. ↑  死者・不明百人越す、関東各地の被害『東京日日新聞』（昭和13年9月3日夕刊）『昭和ニュース辞典第6巻 昭和12年-昭和13年』p224
21. 1 2  連合軍最高司令部訓令（SCAPIN）第677号  独立行政法人 北方領土問題対策協会 Archived 2015年9月28日, at the Wayback Machine.
22. ↑  岩波書店編集部 編『近代日本総合年表 第四版』岩波書店、2001年11月26日、358頁。ISBN 4-00-022512-X。
23. ↑  日外アソシエーツ編集部編 編『日本災害史事典 1868-2009』日外アソシエーツ、2010年、150頁。ISBN 9784816922749。
24. ↑  日外アソシエーツ編集部編『日本災害史事典 1868-2009』p.157
25. ↑  “新型コロナウイルス感染拡大防止のための東京都における緊急事態措置等期間の延長について（令和2年5月5日発表）【令和2年5月25日をもって緊急事態措置終了】”.   東京都 (2020年5月5日). 2023年9月11日閲覧。
26. ↑  “東京都緊急事態措置等に関する情報”.   東京都 (2023年). 2023年9月11日閲覧。
27. ↑  歴史：南鳥島 « 小笠原村公式サイト
28. ↑  「本邦島嶼領有関係雑件 3. 沖ノ鳥島（小笠原附近）」 アジア歴史資料センター Ref.B02031163800

## 参考
東京の歴史を見ることができる資料
- ＮＨＫ短編映画　大東京の顔（1958年）-NHK名作選（動画・静止画） NHKアーカイブス
- 特集 ＴＯＫＹＯ（1963年）-NHK名作選（動画・静止画） NHKアーカイブス
- ＮＨＫ短編映画　東京の２４時間-NHK名作選（動画・静止画） NHKアーカイブス
- 特別番組　一千万人の東京-NHK名作選（動画・静止画） NHKアーカイブス